# Micropholis cayennensis
Micropholis cayennensis es una especie de planta con flor en la familia Sapotaceae. Es endémica de Brasil y Guyana Francesa. 

## Fuente
- World Conservation Monitoring Centre 1998. Micropholis cayennensis. 2006 IUCN Lista Roja de Especies Amenazadas, bajado 22 de agosto de 2007